# Crewsing X
『Crewsing X』（クルージングテン）は、ビーグルクルーの7枚目のアルバムである。2019年5月22日発売。発売元はユニバーサルミュージック。

## 概要
- ビーグルクルーとして7枚目のアルバムである。

## 収録曲
1. なんとかなるやろ
2. My Place
3. PADDLE
4. My BROTHER
5. NAMiDA
6. FUKUOKA CITY
7. ぼくのハート
8. STAR MEMBER
9. ぼくはきみのパパ
10. ウェディングドレス